# Brennan Scarlett
Brennan William Scarlett (Portland, Oregón, 31 de julio de 1993) es un jugador de fútbol americano que juega como apoyador. Actualmente se encuentra como agente libre. Ha jugado en el futbol americano universitario en California y Stanford. Fue contratado por el Houston Texans como agente libre no seleccionado en 2016.

## Carrera en el instituto
Scarlett estudio en la Central Catholic High Schoolen Portland, Oregón. Ahí fue instruido en fútbol americano, natación y atletismo. En fútbol americano, cómo estudiante de segundo año, realizó cuarenta y tres tackles, cuatro sacks y tres fumbles forzados. Como senior -curso equivalente a Segundo de Bachillerato en España- realizó treinta y un tackles en sus dos primeros partidos de la temporada. Apreció en la U.S. Army All-American Bowl de 2010 y fue nombrado como el PrepStar All-American and SuperPrep All-American del mismo año. También fue galardonado con los Premios a la Excelencia de la Federación de Institutos de  Enseñanza Secundaria y con el Premio al Estudiante Erudito del Club Átletico Multnomah. Como estudiante de segundo año, fue miembro de un equipo de relevos de 180 metros de natación, organizado por el Estado de Oregón.

## Carrera Universitaria
Scarlett estudió en la Cal. como estudiante de primer año en 2011, dónde participó en tres partidos. Registró cuatro placajes y 0,5 placajes por pérdida.Se perdió la mayor parte de la temporada debido a una lesión. Cómo estudiante de segundo año en 2012, comenzó fue titular en los nueve partidos que disputó. Consiguió cuarenta placajes, seis placajes por pérdida. 2,5 saques y dos balones pérdidos.Durante la temporada fue nombrado con la mención honorífica del Pac-12 All Academic. Cómo estudiante de tercer año, se perdió toda la temperada debido a una lesión. Como estudiante de cuarto grado, también se perdió prácticamente toda la temporada debido a una lesión, disputando únicamente cinco partidos. Durante la temporada fue nombrado All-Pac-12 del cuarto equipo por Phil Steele.
.
Después de graduarse de Cal, Scarlett se fue a la Universidad de Stanford, dónde se graduó en ciencia e ingeniería de gestión, cursando un máster. Se convirtió en el primer licenciado transferido de Stanford. En su única temporada en Stanford, disputó catorce partidos. Registró treinta y siete placajes, ocho placajes por pérdida, 5,5 sacks y dos pases defendidos. Durante la temporada fue nombrado con la mención honorífica del All-Pac.

## Carrera profesional

### Houston Texans
Scarlett no fue seleccionado en el Draft de la NFL de 2016 y fue fichado por los Houston Texans. Pasó a la reserva de lesionados el 19 de octubre de 2016 por una lesión en los isquiotibiales y fue enviado de nuevo a la lista de activos el 17 de diciembre de 2016
El 4 de diciembre de 2017, Scarlett pasó a la reserva de lesionados.
En 2018, Scarlett jugó 12 partidos antes de ser colocado en la reserva de lesionados el 8 de diciembre de 2018 debido a una lesión en el tobillo.
El 28 de agosto de 2019, Scarlett firmó una ampliación del contrato de un año con los Texans hasta 2020. En la novena semana contra los Jacksonville Jaguars en Londres, Scarlett realizó dos sacks a Gardner Minshew, uno de los cuales fue un strip sack que recuperó su compañero Dylan Cole en la victoria por 26-3.
El 9 de noviembre de 2020, Scarlett pasó a la reserva de lesionados. El 19 de diciembre de 2020. Scarlett fue activado de la reserva de lesionados.

### Miami Dolphins
Scarlett firmó con los Miami Dolphins el 22 de marzo de 2022. Pasó a la reserva de lesionados el 23 de noviembre de 2021. Fue reactivado el 1 de enero de 2022.
El 22 de marzo de 2022, Scarlett renovó con los Dolphins. Pasó a la reserva de lesionados el 30 de agosto. Fue liberado el 6 de Septiembre. Fue reincorporado a la plantilla de entrenamiento el 17 de Noviembre.